# Matt Ox
Matthew Grau (ur. 13 grudnia 2004 w Filadelfii), znany zawodowo jako Matt Ox – amerykański raper, piosenkarz i autor tekstów z Filadelfii.

## Życiorys
Grau urodził się w 2004. Pochodzi z Lawncrest w Filadelfii. Ox zaczął rapować, gdy miał 11 lat. 

### Kariera
W 2017 roku, w wieku 12 lat, pod szyldem wytwórni Warner Bros. Records wydał teledysk do swojego singla „Overwhelming”. Na początku 2018 podpisał kontrakt z Motown Records. W marcu 2018 współpracował z raperem XXXTentacionem nad piosenką „$$$”, która znalazła się na jego drugim albumie studyjnym ?. Krążek zajął 1 miejsce na liście Billboard 200. Jego debiutancki album OX został wydany 30 października 2018. Album zawierał 11 utworów, a na projekcie gościnne zwrotki dograli: Chief Keef, Key! i Valee. 31 stycznia 2022 wydał drugi album studyjny YEAR OF THE OX.

## Twórczość
Muzyka Matt Ox'a określana jest jako mieszanka mrocznej muzyki trap, melodyjnego rapu i horrorcore. Jego inspiracjami są Soulja Boy i Lil B.

## Dyskografia

### Albumy studyjne
| Tytuł          | Informacje                                                                                           |
| -------------- | --- |
| OX             | - Wydany: 30 października 2018 - Wytwórnia: Motown - Format: Digital download, streaming             |
| YEAR OF THE OX | - Wydany: 31 stycznia 2022 - Wytwórnia: OX Entertainment Group - Format: Digital download, streaming |

### EP
| Tytuł                              | Informacje                                    |
| ---------------------------------- | --------------------------------------------- |
| Oxmas (wraz z Zeus Ox i Ox Flacko) | - Wydana: 23 grudnia 2018 - Format: Streaming |

### Single

#### Jako główny wykonawca
| Tytuł                                | Rok  | Album |
| ------------------------------------ | ---- | ----- |
| "Overwhelming"                       | 2017 | –     |
| "Messages"                           | 2017 | –     |
| "Athlete"                            | 2017 | –     |
| "Deposits"                           | 2017 | –     |
| "Tesla"                              | 2018 | –     |
| "Zero Degrees"                       | 2018 | Ox    |
| "Jetlag" (gościnnie: Chief Keef)     | 2018 | Ox    |
| "Bag" (wraz z Dro Fe i TheGoodPerry) | 2019 | –     |
| "Oh Dam"                             | 2019 | –     |

#### Jako gościnny wykonawca
| Tytuł                                       | Rok  | Album        |
| ------------------------------------------- | ---- | ------------ |
| "Awesome" (Valee feat. Matt Ox)             | 2018 | –            |
| "UGH" (Dimie Cat feat. SHY & DRS i Matt Ox) | 2019 | –            |
| "PAUSE" (Jimmy Edgar feat. Matt Ox)         | 2020 | Cheetah Bend |
| "Breakdown" (Andy Morin feat. Matt Ox)      | 2021 | –            |

### Pozostałe utwory
| Tytuł                  | Rok  | Pozycje na listach | Pozycje na listach | Album |
| Tytuł                  | Rok  | USABub.            | USA R&B/HH         | Album |
| ---------------------- | ---- | ------------------ | ------------------ | ----- |
| "$$$" (z XXXTentacion) | 2018 | 2                  | 45                 | ?     |